# Silická lednice
Silická lednice (slovensky Silická ľadnica, maďarsky Szilicei-jégbarlang) je propasťovitá jeskyně, patřící mezi nejníže položené ledové jeskyně mírného klimatického pásma. Je vytvořena v druhohorních triasových vápencích Silického příkrovu podzemním tokem Černého potoka a je součástí Silicko-Gombaseckého podzemního hydrologického systému. Významná archeologická lokalita. Národní přírodní památka je též součástí světového kulturního dědictví UNESCO. Nachází se nedaleko obce Silica a je volně přístupná. Vodní tok na dně propasti protéká podzemím do Gombasecké jeskyně, kdy vyvěrá na povrch.

## Chráněné území
Silická lednice je národní přírodní památka ve správě příspěvkové organizace Správa slovenských jeskyní. Nachází se v katastrálním území obce Silica v okrese Rožňava v Košickém kraji. Území bylo vyhlášeno v roce 1982 a novelizováno v roce 1996. Ochranné pásmo nebylo stanoveno.